# HMS Temeraire (1798)
Vous lisez un « bon article » labellisé en 2014.
Pour les autres navires du même nom, voir HMS Temeraire.
Le HMS Temeraire est un navire de ligne de deuxième rang de 98 canons construit pour la Royal Navy. Deuxième navire de la classe Neptune, il est lancé en 1798. Il sert au cours des guerres de la Révolution française et napoléoniennes, la plupart du temps lors de blocus ou d'escorte de convois. Il ne participe activement qu'une seule fois au combat, à la bataille de Trafalgar en 1805, mais acquiert une plus grande notoriété ultérieurement par les représentations ou les citations qui en sont faites en littérature et dans des œuvres d'art, notamment sous le nom de The Fighting Temeraire (« Le Téméraire combattant »).
Construit au chantier naval de Chatham, le Temeraire entre en service lors du blocus de Brest avec la Channel Fleet (« Flotte de la Manche »). Les missions effectuées sont fastidieuses et rarement compromises par la flotte française. Le premier incident survient lorsque plusieurs membres de l'équipage du Temeraire entendent des rumeurs sur un départ pour les Antilles à un moment où la paix avec la France semble imminente. Ils refusent alors d'obéir aux ordres, acte de mutinerie qui se termine mal, un certain nombre de ses instigateurs se voyant jugés puis exécutés. Désarmé pendant la paix d'Amiens, le Temeraire reprend du service avec la reprise de la guerre avec la France, encore une fois en servant dans la Channel Fleet. Il rejoint le blocus de la flotte franco-espagnole à Cadix, mené par Nelson en 1805. Lors de la bataille de Trafalgar, le 21 octobre 1805, le navire combat juste à l'arrière du navire amiral, le HMS Victory. Pendant la bataille, le Temeraire vient à la rescousse du Victory en difficulté et parvient à capturer deux navires français. Ce fait d'armes lui confère alors une importante renommée en Grande-Bretagne.
Après avoir subi d'importantes réparations, le Temeraire est employé pour le blocus des flottes françaises et le soutien des opérations britanniques au large des côtes espagnoles. Il est également mobilisé dans la mer Baltique en 1809 afin de défendre des convois contre les attaques de canonnières danoises. En 1810, il croise à nouveau au large de la côte espagnole, alors que Cadix subit les assauts des forces françaises. Sa dernière action se déroule contre les Français au large de Toulon, lorsqu'il tombe sous le feu des batteries côtières. Le navire revient en Grande-Bretagne en 1813 pour des réparations, mais est mis en cale sèche. Converti en ponton, il est amarré dans le fleuve Tamar jusqu'en 1819. Déplacé à Sheerness, il devient un baraquement, puis un dépôt de victuailles et enfin un navire de garde. L'Amirauté ordonne qu'il soit vendu en 1838 et il est remorqué sur la Tamise pour sa démolition. Ce dernier voyage est représenté dans un tableau de Turner intitulé Le Dernier Voyage du Téméraire (1838), acclamé par la critique lors de sa présentation et, d'après un sondage daté de 2005, toujours considéré comme la « peinture préférée de Grande-Bretagne ».

## Histoire

### Construction et commission

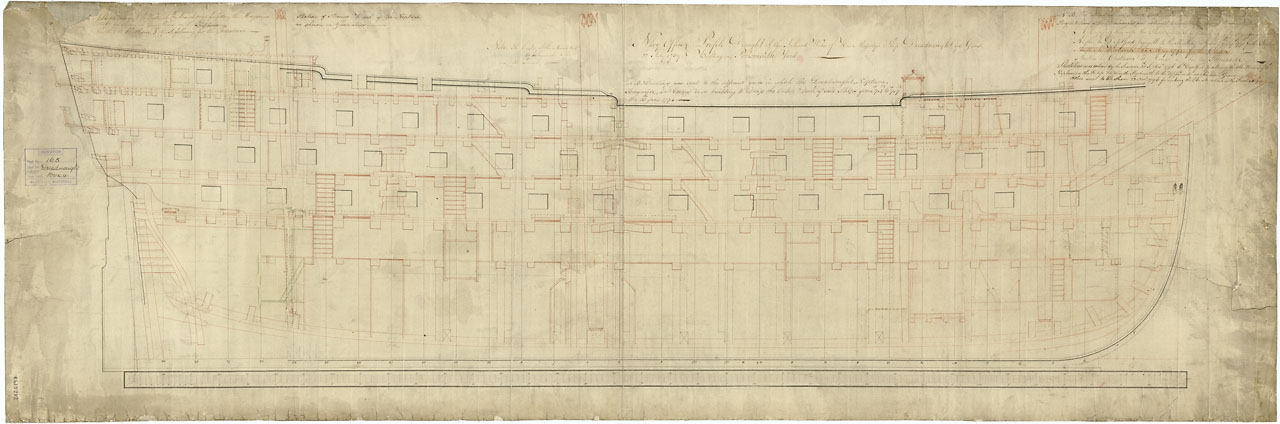
Plans de l'Amirauté pour un navire de 98 canons de classe Neptune. Plus précisément, il s'agit des plans du, dessinés par le Navy Office et daté du 22 juillet 1789.

Le HMS Temeraire est commandé au chantier naval de Chatham le 9 décembre 1790, à partir de plans développés par le Surveyor of the Navy John Henslow,,. Le navire est l'un des trois navires de la classe Neptune, aux côtés des HMS Neptune et Dreadnought,, respectivement construits aux chantiers navals de Deptford et de Portsmouth. Le navire est principalement construit à partir de chêne anglais de la forêt voisine du Hainault. La quille est posée à Chatham en juillet 1793. Sa construction est initialement supervisée par le maître charpentier Thomas Pollard et achevée par son successeur Edward Sison. Le Temeraire est lancé le 11 septembre 1798 et est mis en cale sèche le lendemain pour être équipé pour le service en mer,. Sa coque est équipée d'un doublage en cuivre, un processus qui a duré deux semaines. Remis à l'eau, son aménagement est terminé et il reçoit ses mâts et sa vergue. Ses coûts de construction s'élèvent à 73 241 £ dont 59 428 £ consacrées à la coque, aux mâts et à la vergue, et 13 813 £ pour le gréement et les magasins,.
Le navire est mis en service le 21 mars 1799 sous les ordres du capitaine Peter Puget, devenant le deuxième navire de la Royal Navy à porter le nom de Temeraire,. Son prédécesseur est un navire de 3e rang de 74 canons, le HMS Temeraire, un ancien navire français nommé Téméraire capturé à la bataille de Lagos le 19 août 1759 par une flotte commandée par l'amiral Edward Boscawen,. Puget commande seulement le Temeraire jusqu'au 26 juillet 1799, supervisant son processus d'adaptation à la mer. Il est remplacé par le capitaine Thomas Eyles le 27 juillet 1799, alors que le navire est à l'ancre près de St Helens sur l'île de Wight.

### Avec laChannel Fleet
Sous le commandement de Thomas Eyles, le Temeraire est enfin mis en service à la fin du mois de juillet, battant le pavillon du rear admiral John Borlase Warren et rejoignant la Channel Fleet (« Flotte de la Manche ») sous le commandement de l'admiral Alexander Hood, le 1er vicomte Bridport. La Channel Fleet est à l'époque principalement engagée dans le blocus du port français de Brest et le Temeraire passe plusieurs périodes de deux ou trois mois à patrouiller la zone. Eyles est remplacé durant cette période par l'ancien commandant du Temeraire, le capitaine Peter Puget, qui prend le commandement le 14 octobre 1799. Le mois suivant, la navire devient le vaisseau amiral du contre-amiral James Hawkins-Whitshed,.
Alexander Hood est remplacé à la mi-1799 en tant que commandant de la Channel Fleet par l'amiral John Jervis, 1er comte de Saint-Vincent. Les longues périodes de blocus continuent tout l'hiver ainsi que l'année suivante. Le 20 avril 1800, Puget est remplacé comme commandant par le capitaine Edward Marsh. Marsh commande le Temeraire pour le reste de l'année et pour la première moitié de 1801 jusqu'à ce que son remplaçant, le capitaine Thomas Eyles, reprenne le commandement le 31 août,. Le Temeraire devient peu après le navire amiral du contre-amiral George Campbell. À cette époque, la Deuxième Coalition contre la France s'effondre et des négociations de paix sont en cours à Amiens. John Jervis est promu Premier Lord de l'Amirauté et le commandement de la Channel Fleet est transmis à l'amiral William Cornwallis. Avec l'imminence de la fin de la guerre, le Temeraire est retiré des blocus et est envoyé dans la baie de Bantry pour attendre l'arrivée d'un convoi qu'il doit escorter vers les Antilles. Beaucoup des membres de l'équipage sont alors en service continu dans la marine depuis le début des guerres de la Révolution française en 1793 et prévoient un retour en Angleterre puisque la paix semble imminente. Lorsqu'ils entendent des rumeurs à propos d'un départ pour les Antilles, une dizaine d'hommes commence à inciter le reste de l'équipage à refuser les ordres donnés pour tout départ pour une autre destination que l'Angleterre,.

### Mutinerie

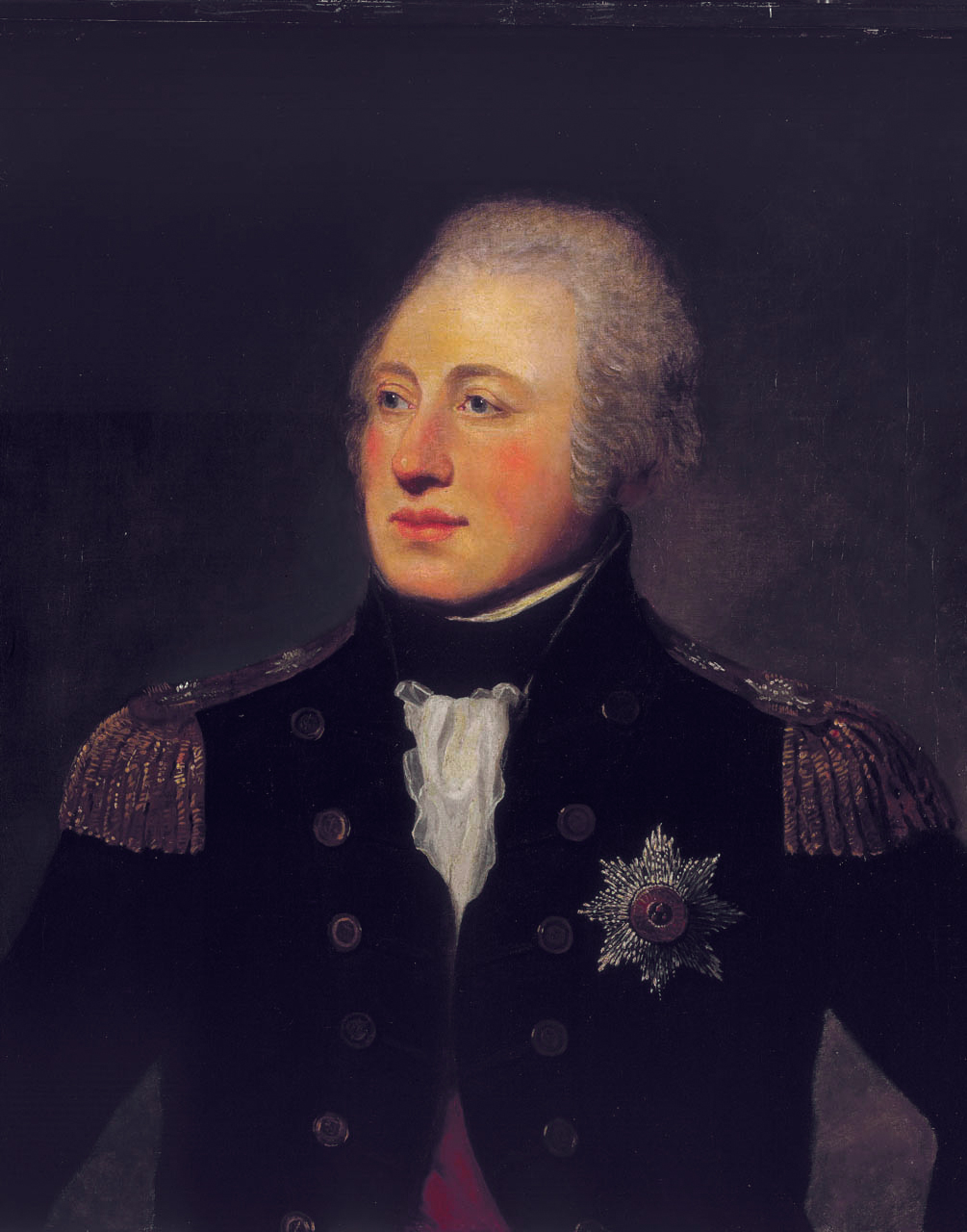
Le vice-amiral Andrew Mitchell, Amiral de l'escadre bleue

Le premier affrontement entre les mutins et les officiers survient dans la matinée du 3 décembre quand un petit groupe de marins se rassemble sur le gaillard et refuse de le quitter, tout en engageant la discussion avec les officiers. Le capitaine Eyles exige de connaître leurs demandes, ce à quoi les marins répondent qu'ils veulent l'assurance que le Temeraire n'est pas envoyé aux Antilles, mais en Angleterre. Finalement, le contre-amiral Campbell vient parler aux hommes et après les avoir informés que les officiers ne connaissent pas la destination du navire, il leur ordonne de se disperser. Les hommes coopèrent et la mutinerie naissante semblent calmée. La douzaine de meneurs reste cependant déterminée et sonde le reste de l'équipage. Il en résulte que la majorité de l'équipage, si elle ne supporte pas activement une mutinerie, ne s'y oppose cependant pas. L'équipage du Téméraire serait aussi soutenu par des Royal Marines ainsi que par les équipages d'autres navires de guerre présents dans la baie de Bantry. Les meneurs décident donc de poursuivre leur plan et la mutinerie commence avec la fermeture des sabords du navire, puis avec la mise en place d'une barricade sous le pont. Cela fait, les mutins refusent l'ordre de les ouvrir à nouveau, se moquant des officiers et les menaçant. L'équipage vient ensuite de nouveau sur le pont et exige de connaître la future destination du navire, refusant d'appareiller pour toute autre destination que l'Angleterre. Après avoir présenté leurs demandes, ils retournent sous les ponts et reprennent leurs activités.
Alarmé par les actions de l'équipage du Téméraire, Campbell rencontre le vice-amiral Andrew Mitchell le lendemain et l'informe des demandes des mutins. Mitchell rapporte ces nouvelles à l'Amirauté tandis que Campbell retourne sur le navire et convoque l'équipage sur le pont, l'exhortant à se remettre au travail. Pendant ce temps, plusieurs membres de l'équipage s’enivrent et des bagarres avec des officiers éclatent. Lorsque l'un des Marines qui soutient la mutinerie est mis aux fers pour état d'ivresse et insolence, une foule se forme sur le pont et tente de le libérer. Les officiers résistent à ces tentatives et les marins commencent alors à les pousser et à les menacer. Campbell donne l'ordre aux Marines d'arrêter ceux qu'il identifie comme les meneurs. Les Marines hésitent, mais obéissent à l'ordre, arrêtant un certain nombre des mutins qui sont également mis aux fers. Campbell ordonne ensuite à l'équipage restant d'abandonner toute action rebelle et, privée de ses meneurs, la mutinerie s'arrête. Les officiers restent cependant sur leurs gardes pendant plusieurs jours et les Marines effectuent des patrouilles continues.
Les nouvelles de la mutinerie créent la sensation en Angleterre et l'Amirauté ordonne que le Temeraire lève l'ancre immédiatement pour Spithead tandis qu'une enquête est menée. Le vice-amiral Mitchell obtient des pouvoirs extraordinaires concernant la peine de mort et le nombre de Marines à bord est augmenté à la hâte pour le voyage en Angleterre. À l'arrivée du navire, les quatorze meneurs sont emprisonnés et rapidement traduits en cour martiale à Portsmouth à bord du HMS Gladiator, certains le 6 janvier et le reste le 14 janvier 1802. Après délibération, douze sont condamnés à la pendaison et les deux autres à recevoir deux cents coups de fouet chacun,. Quatre hommes sont pendus à bord du Temeraire et le reste est pendu à bord de plusieurs autres navires ancrés à Portsmouth, dont le HMS Majestic, le HMS Formidable, le HMS Achille et le HMS Centaur.

### Antilles et période de paix
Après les exécutions, le Temeraire est immédiatement envoyé en mer. Il appareille de Portsmouth pour l'île de Wight le lendemain afin de mener les préparatifs pour son voyage retardé aux Antilles. Il navigue vers la Barbade, qu'il atteint le 24 février ; il reste dans les Antilles jusqu'à l'été,. Pendant ce temps là, la paix d'Amiens est finalement ratifiée et le Temeraire reçoit l'ordre de revenir en Grande-Bretagne. Il arrive à Plymouth le 28 septembre et Eyles le retire du service le 5 octobre. En raison de la réduction des effectifs dans la Royal Navy consécutive à la période de paix, le Temeraire est ancré dans le Hamoaze pour les dix-huit mois suivants.

### Reprise du service

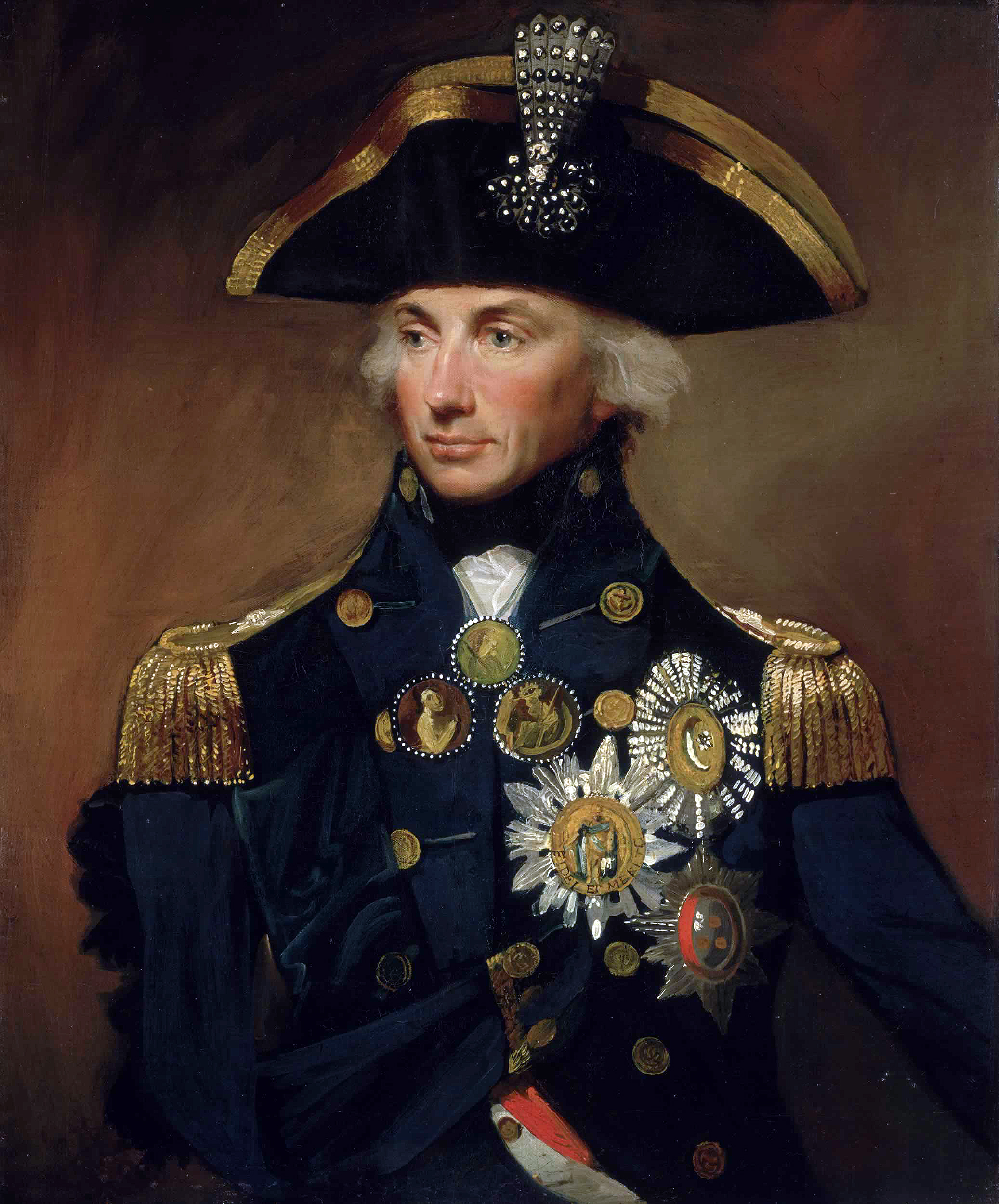
Horatio Nelson, commandant de la flotte britannique lors de la bataille de Trafalgar.

La paix d'Amiens est un bref intermède dans les guerres avec la France révolutionnaire et, en 1803, la Troisième Coalition commence. Le Temeraire s'est considérablement détérioré au cours de sa longue période d'inactivité et il est mis en cale sèche le 22 mai pour des réparations et une remise en état générale, à commencer par le remplacement de son revêtement de cuivre,. Le travail est retardé à la suite d'une forte tempête qui frappe Plymouth en janvier 1804, causant des dommages au navire. Les réparations sont terminées en février 1804, pour un coût de 16 898 £,. Le commandement du navire est attribué au capitaine Eliab Harvey qui prend son service le 1er janvier 1804. Après la remise à l'eau, le Temeraire rejoint la Channel Fleet, toujours sous le commandement de l'amiral William Cornwallis,.
Le Temeraire reprend ses fonctions de blocus du port français de Brest. Les conditions climatiques bretonnes le forcent à aller à Torbay pour des réparations importantes après ses longues patrouilles. Ces réparations s'élèvent à 9 143 £. Pendant ce temps, Harvey est souvent absent de son commandement à cause de ses fonctions de député de la circonscription électorale de l'Essex. Il est remplacé temporairement par le capitaine William Kelly le 27 août 1804 et ce dernier l'est à son tour par le capitaine George Fawke le 6 avril 1805,,. Harvey retrouve son navire le 9 juillet 1805.
Peu après, l'escadre renforcée de Rochefort, sous le commandement du vice-amiral Robert Calder, intercepte et attaque une flotte franco-espagnole lors de la bataille du cap Finisterre. Le commandant français, Pierre Charles Silvestre de Villeneuve, est contrarié dans sa tentative de rejoindre les forces françaises à Brest et navigue alors vers le sud vers Ferrol, avant d'atteindre Cadix. Quand les nouvelles de l'emplacement de la flotte franco-espagnole arrivent à l'Amirauté, elle nomme le vice-amiral Horatio Nelson au commandement d'une flotte pour organiser un blocus à Cadix, en remplacement du vice-amiral Cuthbert Collingwood. Nelson a l'autorisation de choisir les navires qu'il souhaite avoir sous son commandement, et le Temeraire fait partie de ses choix.

### Bataille de Trafalgar

Carte de la bataille de Trafalgar montrant les positions approximatives des deux flottes lorsque la flotte britannique aborde la ligne franco-espagnole. Le Temeraire est situé derrière le dans la première colonne britannique.

Le Temeraire reçoit ainsi l'ordre de rejoindre le blocus de Cadix ; après avoir navigué jusqu'au point de rendez-vous avec Collingwood, Harvey attend l'arrivée de Nelson. Ce dernier, avec son navire amiral le HMS Victory de 100 canons, arrive au large de Cadix le 28 septembre et prend le commandement de la flotte de Collingwood. Il passe les semaines suivantes à établir son plan d'attaque en prévision d'une tentative de la flotte franco-espagnole pour briser le blocus. Il fait part à ses capitaines de son plan sous la forme d'un memorandum le 9 octobre. Le mémorandum indique que deux escadres de navires, la Weather column et la Lee column, doivent attaquer perpendiculairement la colonne de l'ennemi, coupant celle-ci en deux son centre. Une troisième escadre sera déployée comme réserve, avec la possibilité de soutenir l'une des deux premières escadres en cas de besoin. Nelson place ses navires les plus grands et les plus puissants en tête des escadres, avec le Temeraire responsable de la colonne de Nelson lui-même,. La flotte britannique patrouille la côte espagnole pour attirer la flotte franco-espagnole et les navires reçoivent l'autorisation de s'exercer et de se préparer en vue de la bataille à venir. Pour le Temeraire, cela a probablement impliqué une nouvelle peinture, le Nelson Chequer (« damier Nelson »), que Nelson a l'habitude de demander aux navires sous ses ordres pour les aider à se distinguer plus facilement entre eux dans la confusion du combat.
La flotte franco-espagnole quitte le port de Cadix le 19 octobre et est en vue des navires britanniques deux jours plus tard, le 21 octobre 1805. Nelson forme ses escadres et les Britanniques commencent à converger sur leur cible. Contrairement à ses instructions originales, Nelson prend la tête de la première escadre avec le Victory. Inquiet pour la sécurité du commandant en chef dans une position si exposée, Henry Blackwood, un ami de longue date de Nelson et commandant de la frégate HMS Euryalus ce jour-là, suggère que Nelson vienne à bord de son navire pour mieux observer et diriger la bataille. Nelson refuse et Blackwood tente donc de le convaincre de laisser Harvey passer devant lui avec le Temeraire,. Nelson donne son accord et le signale à Harvey. Alors que le Temeraire rejoint le Victory, Nelson se dit que s'il laisse un autre navire prendre la tête de son escadre, Collingwood, le commandant de l'autre escadre, doit faire de même. Il signale alors à Collingwood de faire passer un autre navire devant le sien. Néanmoins Collingwood, à bord de son navire amiral, le HMS Royal Sovereign, poursuit sa route. Reconsidérant son plan, Nelson aurait alors hélé le Temeraire en ces mots, alors qu'il le dépassait : « Capitaine Harvey, je vous prierais de tenir votre position, qui se trouve à l'arrière du Victory »,. L'instruction de Nelson est suivie par un signal formel et Harvey obéit à contrecœur, mais garde une grande proximité avec le Victory jusqu'au contact avec la flotte ennemie.
Suivant de près le Victory alors qu'il pénètre la colonne franco-espagnole, le Temeraire passe devant la proue du Bucentaure, obligeant Harvey à faire un écart et lui faisant manquer de peu la poupe du Victory. Se plaçant pour une bordée à tribord, le Temeraire engage le navire espagnol Santísima Trinidad de 140 canons pendant près de vingt minutes. Pendant ce temps, deux navires français, le Neptune de 80 canons et le Redoutable de 74 canons l'attaquent,. Le mât d'artimon du Temeraire est emporté par une bordée du Redoutable et, alors qu'il manœuvre afin d'éviter une bordée du Neptune, le navire évite de justesse une collision avec le Redoutable. Une autre bordée du Neptune fait tomber le grand mât du Temeraire, tout en endommageant son mât de misaine et son beaupré. Harvey prend alors conscience que le Redoutable se place à côté du Victory et tire sur son pont avec des mousquets et des grenades. Une grande partie de l'équipage du Redoutable se réunit sur son propre pont pour aborder le navire amiral de Nelson. Le Temeraire se repositionne et surgit tout à coup de la fumée ambiante pour se glisser à la poupe du Redoutable, déchargeant une bordée de boulets doubles. Jean Jacques Étienne Lucas, capitaine du Redoutable, rapporte que « … le trois-ponts [Temeraire] — qui avait sans doute senti que la Victory avait cessé le feu et serait inévitablement prise — s'est positionné rapidement à tribord du Redoutable pour nous submerger à bout portant de tous ses canons. Il est impossible de décrire l'horrible carnage produit par la bordée meurtrière de ce navire. Plus de deux cents de nos braves hommes ont été tués ou blessés par [ce navire] ».

#### LeTemeraireet leRedoutable

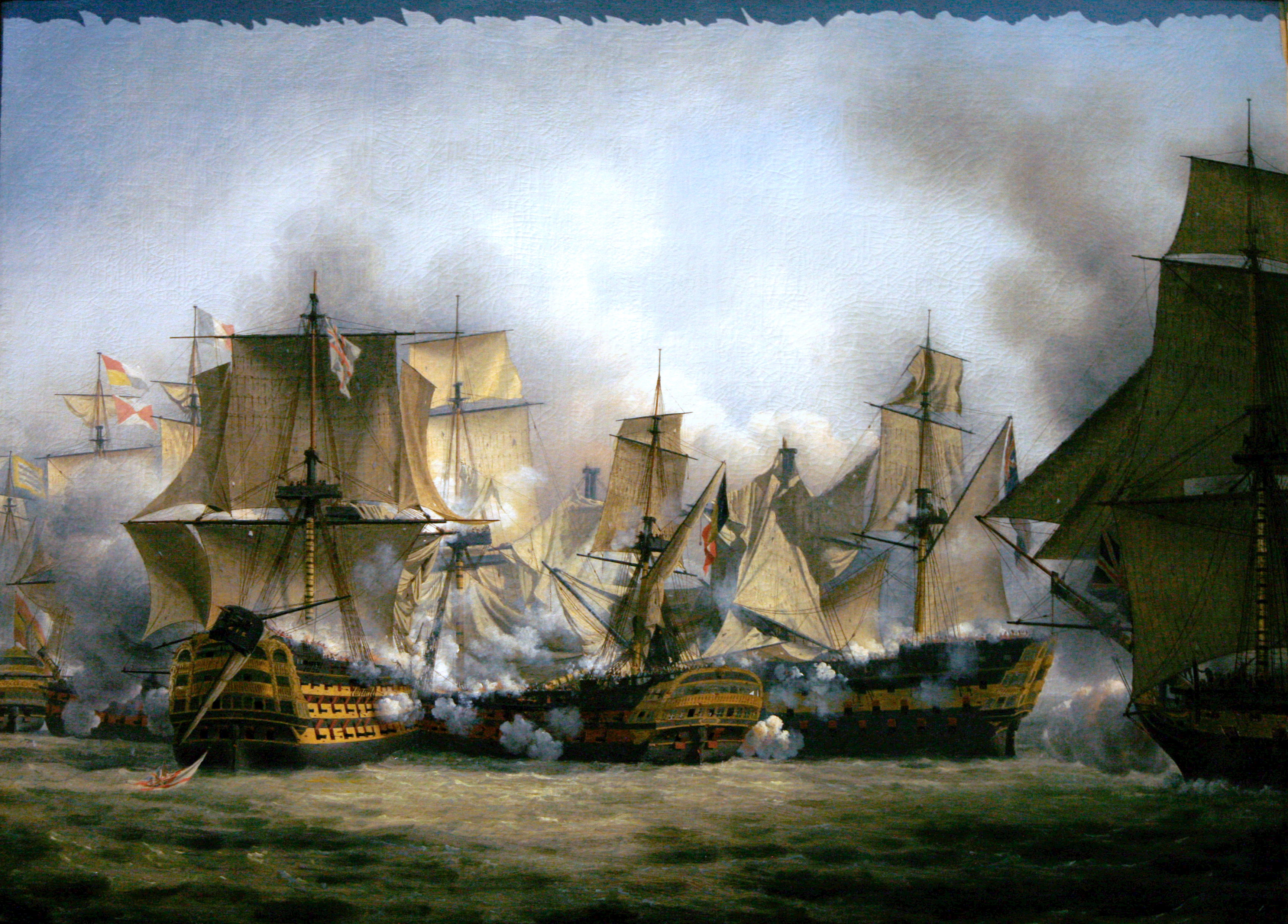
Tableau peint par Louis-Philippe Crépin (1807). Le Redoutable (centre) combat le Temeraire (à sa gauche) et le Victory (à sa droite).

Le Temeraire percute volontairement le Redoutable, démontant de nombreux canons du navire français. Il se positionne à ses côtés permettant à son équipage de relier les deux navires grâce à des grappins. Le Temeraire continue à tirer à bout portant sur le navire français, encaissant lui-même des tirs du navire espagnol Santa Ana de 112 canons situé en face de sa poupe et du Fougueux de 74 canons situé sur le tribord du Temeraire qui n'est alors pas visé par des tirs. Harvey ordonne à ses artilleurs de ne pas tirer jusqu'à ce que le Fougueux soit à bout portant. La première bordée du Temeraire lâchée contre le Fougueux est tirée à une distance d'un peu plus de 90 mètres et cause des dommages considérables au gréement du navire, le faisant dériver vers le Temeraire ; l'équipage de celui-ci agrippe alors le navire français au sien. Le Temeraire est désormais pris entre deux navires français de 74 canons. Comme Harvey le rappelle plus tard dans une lettre à sa femme : « Peut-être qu'un navire n'a jamais été dans le même cas que le mien, [à savoir] avoir pendant plus de trois heures deux navires de guerre ennemis arrimés à lui ». Le Redoutable lui-même, pris entre le Victory et le Temeraire, subit de lourdes pertes, rapportées par le capitaine Lucas comme s'élevant à 300 morts et 222 blessés. Au cours de la bataille, des grenades jetées des ponts et du grand mât du Redoutable tuent et blessent un certain nombre des membres d'équipage du Téméraire et mettent le feu à son gréement tribord et à sa voile de misaine. Un court répit dans le combat survient lorsque les deux équipages tentent d'éteindre les flammes. Le Temeraire échappe de justesse à la destruction quand une grenade lancée à partir du Redoutable explose sur son pont principal, provoquant quasiment l'explosion de l'un des dépôts de munitions. Le capitaine d'armes John Toohig empêche la propagation du feu et sauve non seulement le Temeraire mais les navires environnants qui auraient pu être pris dans l'explosion.
Après vingt minutes de combat face au Victory et au Temeraire, le Redoutable est réduit à l'état d'épave flottante. Le Temeraire a également beaucoup souffert, notamment quand le grand mât endommagé du Redoutable est tombé sur sa dunette et quand ses propres mâts de hune sont touchés par des boulets. Se rendant compte que son navire est sur le point de couler, Lucas se rend finalement au Temeraire. Harvey dépêche alors une équipe, dont fait partie le deuxième lieutenant John Wallace, afin de prendre en charge le navire,.

#### LeTemeraireet leFougueux

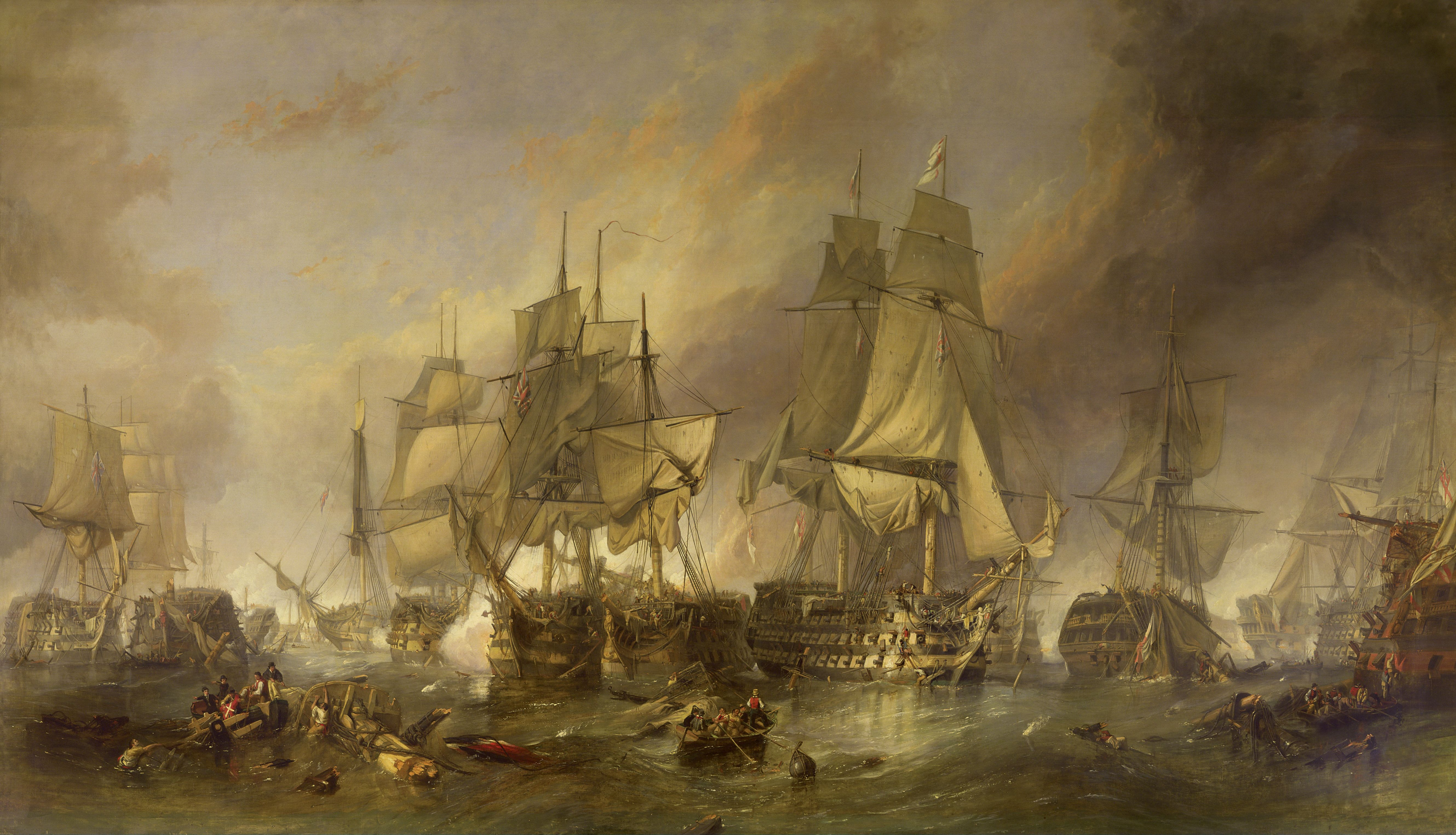
The Battle of Trafalgar (1836) de Clarkson Frederick Stanfield. Le peintre montre le Redoutable endommagé pris en tenaille entre le Victory et le Temeraire. Le Fougueux arrive lui sur le côté tribord du Temeraire, recevant alors une bordée.

Attachés ensemble, le Temeraire et le Fougueux échangent des tirs. L'équipage du Temeraire parvient d'abord à vider le pont supérieur du navire français avec des armes légères. Les Français se regroupent pour aborder le navire britannique, mais la plus grande hauteur de ce dernier, qui possède un pont de plus, contrecarre ses tentatives. Harvey envoie alors sa propre équipe d'abordage dirigée par le premier lieutenant Thomas Fortescue Kennedy,. Les Français tentent de se défendre mais sont dépassés. Le capitaine du Fougueux, Louis-Alexis Baudouin, mort dans les combats précédents, laisse au commandant François Bazin la charge du navire. Quand ce dernier apprend que presque tous les officiers sont morts ou blessés et que la plupart des armes à feu ne sont plus utilisables, il remet le navire aux Britanniques,.
Le Temeraire, qui avait alors combattu deux navires français à l'arrêt, subit des dégâts considérables et des pertes se montant à 47 tués et 76 blessés. Toutes ses voiles sont détruites et seul un de ses mâts tient encore. La tête du gouvernail et le bossoir tribord situé près de la proue sont soufflés. Près de 2,5 mètres de sa coque tribord sont défoncés et les deux galeries sont détruites. Harvey demande à une frégate de remorquer son bateau endommagé et le HMS Sirius vient à son secours. Avant l'arrivée du Sirius, le Temeraire est pris sous le feu d'une contre-attaque par un groupe d'autres navires de la flotte franco-espagnole dirigé par le contre-amiral Pierre Dumanoir Le Pelley à bord du Formidable. Harvey ordonne que les quelques armes qui peuvent encore servir soient utilisées pour riposter, et l'attaque est finalement repoussée par des navires britanniques nouvellement arrivés sur zone.

### Tempête et retour en Angleterre

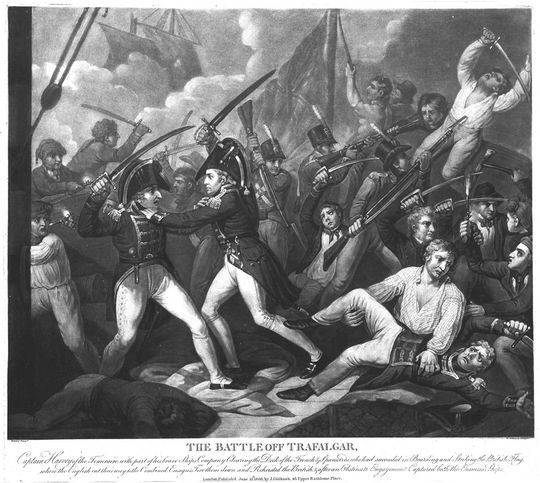
Gravure montrant le capitaine Eliab Harvey au combat sur les ponts des navires français et espagnols à la bataille de Trafalgar (1806).

Horatio Nelson meurt pendant la bataille et, peu de temps après la fin de celle-ci, une violente tempête ravage la région. Plusieurs des navires français et espagnols capturés sombrent, dont les deux pris par le Temeraire. Un nombre considérable de leurs équipages respectifs y trouve la mort, ainsi que 47 marins du Temeraire. Le Temeraire sort finalement de la tempête, alternant remorquage par des navires moins endommagés et périodes à l'ancre. Le navire prend à son bord un certain nombre de prisonniers espagnols et français venus d'autres navires capturés. L’Euryalus, qui sert alors de navire amiral temporaire à Cuthbert Collingwood, lui transfère notamment des prisonniers. Harvey a l'occasion d'aller à bord de l’Euryalus pour présenter son compte-rendu de la bataille à Collingwood et est ainsi le seul capitaine à le faire avant que Collingwood n'écrive son propre rapport sur la victoire.
Le Temeraire arrive finalement à Gibraltar le 2 novembre, onze jours après la bataille. Après des réparations mineures, il lève l'ancre pour l'Angleterre et arrive à Portsmouth le 1er décembre, trois jours avant le Victory qui transporte alors le corps de Nelson mort durant la bataille. Les navires de guerre endommagés deviennent rapidement des attractions touristiques et une foule se forme pour les visiter. Le Temeraire est particulièrement populaire à son arrivée, étant le seul navire distingué pour sa conduite héroïque dans le rapport de Collingwood. Ce dernier écrit notamment : « Un événement s'est produit lors du combat qui marque fortement l'esprit invincible des marins britanniques lors de l'engagement des ennemis de leur pays. Je ne peux résister au plaisir faire connaître celui-ci à leurs Seigneuries ; le Temeraire a été abordé par accident, ou volontairement, par un navire français d'un côté, et un espagnol de l'autre. L'engagement a été vigoureux, mais à la fin les pavillons [des deux navires ennemis] ont été arrachés […] et la britannique hissée à leurs places »,.
Le rapport de Collingwood, basé probablement en grande partie sur le compte-rendu de Harvey au lendemain de la bataille, contient plusieurs erreurs. Les deux navires liés au Temeraire sont deux navires français et il n'a pas été abordé au cours du combat. Néanmoins, le rapport est populaire et il sert de base à une gravure montrant Harvey menant l'assaut des navires français et espagnol.
Un certain nombre d'artistes visitent les navires victorieux de Trafalgar, dont John Livesay, maître de dessin à la Royal Naval Academy. Livesay produit plusieurs croquis de navires de guerre endommagés et les envoie à Nicholas Pocock pour être utilisés pour les grands tableaux de Pocock sur la bataille. Le Temeraire est l'un des navires qu'il esquisse. Un autre visiteur à Portsmouth est Joseph Mallord William Turner. S'il visite le Victory pour prendre des notes et des croquis préparatoires tout en interrogeant les marins, aucune trace n'existe d'un éventuel passage du peintre sur le Temeraire. L'histoire du Temeraire s'ancre fermement dans l'esprit du public, à tel point que lorsque la Chambre des communes adopte une motion pour remercier les hommes qui avaient combattu à Trafalgar, seuls trois sont spécifiquement nommés : Nelson, Collingwood et Harvey du Temeraire.

### Service en mer Méditerranée et en mer Baltique
Le Temeraire, endommagé, est presque immédiatement mis en cale sèche à Portsmouth afin de subir d'importantes réparations, qui durent finalement seize mois et coûtent 25 352 £. Il quitte l'arsenal à la mi-1807 aux ordres du capitaine Charles Hamilton. Ce dernier navigue pour la mer Méditerranée en septembre et rejoint la flotte de blocus du port français de Toulon. L'opération se passe sans incident notable et le Temeraire revient en Angleterre en avril 1808 pour de nouvelles réparations, cette fois-ci à Plymouth. Pendant cette période, la situation stratégique en Europe change avec la rébellion de l'Espagne contre la domination française et son entrée en guerre. En juin, le Temeraire rejoint les forces navales opérant au large de la côte espagnole en appui des forces contre les Français dans la guerre d'indépendance espagnole.
Cette mission continue jusqu'au début de l'année 1809, qui marque son retour en Grande-Bretagne. Celle-ci est alors fortement impliquée dans la mer Baltique afin d'assurer la protection de ses voies commerciales. Une expédition de John James Gambier en juillet 1807 avait capturé l'essentiel de la marine danoise à la bataille de Copenhague, de peur qu'elle ne tombe dans les mains de Napoléon Ier, mais cela avait précipité une guerre avec les Danois. Le capitaine Hamilton quitte le navire et est remplacé par le capitaine Edward Sneyd Clay. Le Temeraire devient navire amiral du contre-amiral Manley Dixon avec ordre d'aller en mer Baltique afin de renforcer la flotte qui y est stationnée sous le commandement de James Saumarez. Le Temeraire y arrive en mai 1809 et est envoyé à Karlskrona pour participer au blocus de la côte suédoise.
Lors d'une patrouille avec le HMS Ardent de 64 canons et la frégate HMS Melpomene, le Temeraire est impliqué dans l'une des plus lourdes attaques de canonnières danoises de la guerre. Une partie des hommes de l’Ardent avait débarqué sur l'île de Romsø mais est prise par surprise dans une attaque de nuit des Danois. La plupart des Britanniques sont capturés. Le Melpomene est envoyé sous un pavillon de trêve pour négocier leur libération mais, au retour de cette mission, il se retrouve en panne faute de vent. Une flottille de trente canonnières danoises se lance ensuite dans une attaque, profitant de l'incapacité du Melpomene de se placer pour tirer une bordée sur celle-ci. Le Melpomene demande de l'aide au Temeraire qui dépêche immédiatement des bateaux à son secours. Ils engagent et repoussent les navires danois, aidant ensuite le Melpomene, fortement endommagé, à se mettre à l'abri. Cinq morts et vingt-neuf blessés sont à déplorer. La suite du service du Temeraire en mer Baltique consiste à observer la flotte russe à Reval (actuelle Tallinn). Il en profite pour cartographier l'île Naissaar. Après de nombreux blocus et escortes de convois, le Temeraire revient en Grande-Bretagne et arrive à Plymouth en novembre 1809.

### Service au large de l'Espagne
Fin janvier 1810, après une période de réparations à Plymouth, le Temeraire est remis en service sous le commandement du capitaine Edwin H. Chamberlayne. La guerre d'indépendance espagnole atteint un stade critique, le gouvernement espagnol étant assiégé par les Français à Cadix. Le Temeraire, maintenant navire amiral du contre-amiral Francis Pickmore, doit renforcer les défenses navales de la ville ; il fournit des hommes aux batteries côtières et des équipages aux canonnières. Les hommes du Temeraire sont fortement impliqués dans les combats jusqu'en juillet 1810, où Pickmore doit prendre une nouvelle position en mer Méditerranée en tant que Port admiral à Port Mahon. Le Temeraire est ensuite basé dans ce port et participe au blocus de Toulon avec la flotte britannique de l'amiral Edward Pellew. Chamberlayne est remplacé par le capitaine Joseph Spear en mars 1811 et le blocus se déroule sans incident majeur,. Bien que possédant une flotte puissante, le commandant français évite tout contact avec la force du blocus et reste au port, organisant quelques courtes sorties et rentrant au port à l'apparition des Britanniques.
Le Temeraire n'a finalement pas de contacts avec les Français au cours de cette période, sauf le 13 août 1811. Ayant reçu l'ordre d'appareiller à Minorque, Spear tente de contrôler la côte près de Hyères. Alors que le navire est en route, le vent tombe et le Temeraire se retrouve à l'arrêt et pris dans un courant qui le fait dériver vers les terres,. Il arrive à portée d'une batterie côtière située sur la pointe des Mèdes; celle-ci ouvre le feu et blesse plusieurs membres de son équipage. Les chaloupes sont immédiatement mises à l'eau ; d'autres bateaux de l'escadre arrivent en renfort et ils remorquent le Temeraire hors de portée des canons français,. Le vaisseau fait ensuite route vers Minorque pour y subir des réparations. Alors que le navire est à quai, une épidémie de fièvre jaune éclate, contaminant presque tout l'équipage et en en tuant une centaine de membres. Pellew ordonne au navire de rejoindre la Grande-Bretagne et la santé de l'équipage s'améliore progressivement lors du voyage.

### Retrait du service, vente et destruction

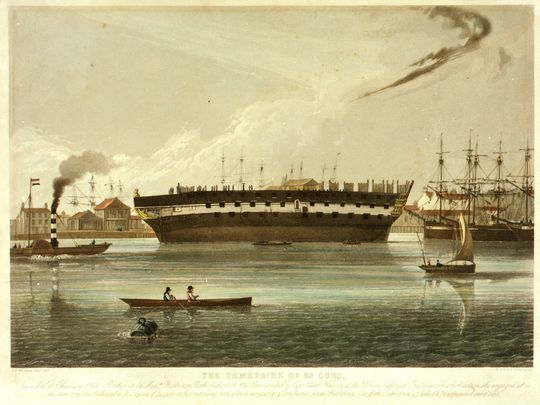
Le Temeraire dans le chantier naval de John Beatson à Rotherhithe par J. J. Williams (1838).

Le Temeraire arrive à Plymouth le 9 février 1812 et est amarré pour vérifications quelques semaines plus tard. Les résultats de l'inspection indiquent que c'est « un bateau bien construit et solide, mais apparemment très affaibli »,. Spear est remplacé le 4 mars par le capitaine Samuel Hood Linzee mais le commandement de ce dernier est de courte durée. Le Temeraire quitte le quai le 13 mars et est retiré du service une semaine plus tard. Les progrès de la construction navale ayant conduit à la création de navires de guerre plus puissants et plus robustes, le Temeraire n'est alors plus considéré comme pouvant être aligné en première ligne, et ce malgré son jeune âge. La décision est prise de le convertir en une prison flottante, un « ponton », pour remédier au surpeuplement causé par un afflux massif de prisonniers de guerre français issus de la guerre d'indépendance espagnole. Les travaux de conversion sont réalisés à Plymouth entre novembre et décembre 1813, après quoi le navire est ancré dans le fleuve Tamar. À partir de 1814, il est sous le commandement nominal du lieutenant John Wharton. En dépit de son rôle et de son désarmement, le Temeraire et le reste de sa classe sont réévalués en navires de 1er rang de 104 canons en février 1817.
Le Temeraire sert comme ponton jusqu'en 1819, date à laquelle il est choisi pour être converti en un baraquement. Il est largement réaménagé à Plymouth entre septembre 1819 et juin 1820 pour un coût de 27 733 £, puis rejoint le chantier naval de Sheerness. En tant que baraquement, il sert de logement temporaire aux nouvelles recrues de la marine jusqu'à ce qu'elles reçoivent une affectation à un navire. Le Temeraire remplit ce rôle pendant huit ans avant de devenir un dépôt de victuailles en 1829. Son dernier rôle est celui de navire de garde à Sheerness. Ce dernier poste dans la réserve de navires de la Medway implique qu'il soit repeint et réarmé afin d'être utilisé pour former les mousses appartenant à la Marine Society. Pendant les deux dernières années de son service, de 1836 à 1838, il est sous le commandement nominal du capitaine Thomas Fortescue Kennedy, capitaine-surintendant de Sheerness. Kennedy retrouve ainsi le navire sur lequel il a été le premier-lieutenant lors de la bataille de Trafalgar,.

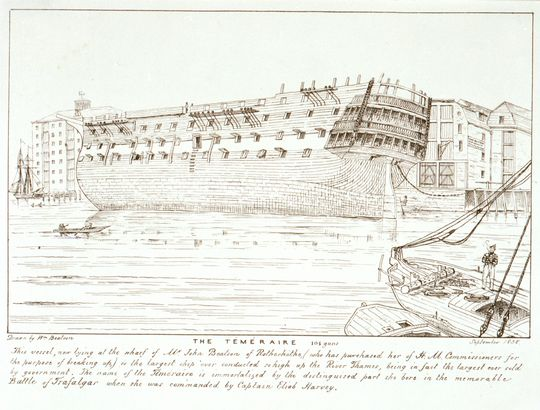
Le Temeraire dans le chantier naval de John Beatson (1838-1839).

En juin 1838, l'Amirauté ordonne à Kennedy d'évaluer le Temeraire en vue de sa vente. Ses canons tirent pour la dernière fois le 28 juin à l'occasion du couronnement de la reine Victoria et les travaux de son démantèlement commencent le 4 juillet. Kennedy délègue cette tâche au capitaine John Hill, commandant du HMS Ocean. Ses mâts, ses magasins et ses canons sont tous retirés et son équipage payé, avant que le Temeraire ne soit mis en vente avec douze autres navires. Il est vendu par adjudication à la hollandaise le 16 août 1838 à John Beatson, un démolisseur de navires basé à Rotherhithe, pour 5 530 £,. Beatson doit ensuite transporter le navire sur les 89 kilomètres qui séparent Sheerness de Rotherhithe. C'est alors le plus grand navire à avoir tenté ce voyage de remontée de la Tamise,. Pour ce faire, Beatson embauche deux remorqueurs à vapeur de la Thames Steam Towing Company, un pilote de Rotherhithe nommé William Scott et vingt-cinq hommes d'équipage pour un coût total de 58 £.
Les remorqueurs tirent la carcasse du Temeraire à partir du 5 septembre à 7 h 30, profitant de l'étale. Ils atteignent Greenhithe à 13 h 30 au reflux de la marée et s'y ancrent pour la nuit. Ils reprennent la route à 8 h 30 le jour suivant, en passant Woolwich et Greenwich à midi. Ils arrivent à Limehouse peu après et apportent le navire en toute sécurité au chantier naval de John Beatson à 14 h. Le Temeraire est hissé sur la rive où il est lentement déconstruit. Ce dernier voyage est annoncé dans un certain nombre de publications, et des milliers de spectateurs viennent voir son remorquage sur la Tamise ou sa destruction au chantier naval. Les démolisseurs entreprennent un démantèlement complet, enlevant tout le revêtement de cuivre et les éléments utiles pour leur revente à l'Amirauté. Le bois est généralement vendu aux constructeurs de maisons et aux propriétaires de chantiers navals, même si certains morceaux sont récupérés pour l'élaboration de mobilier commémoratif.

## Postérité
Le premier legs du Temeraire passe par l'utilisation d'une partie de son bois. Un cadre de gong fabriqué à partir du bois du Temeraire est un cadeau de mariage au futur roi George V à l'occasion de son mariage avec Mary de Teck et est conservé au château de Balmoral,. Un baromètre, un marteau et certains morceaux de bois divers appartiennent aux collections du National Maritime Museum, et des chaises faites de ce bois sont en la possession du Royal Naval Museum de Portsmouth, de la Lloyd's Register à Londres et du musée régional de Whanganui. Un autel, une clôture d'autel et deux cathèdres se trouvent dans l'église Sainte-Marie de Rotherhithe. Une maquette du navire Temeraire faite par des prisonniers de guerre utilise un support en bois fait de son bois et est actuellement au Watermen's Hall de la guilde Company of Watermen and Lightermen de Londres. D'autres reliques du Temeraire existent ou ont existé, comme une boîte à thé faite pour un marin et vendu aux enchères en 2000, un cadre pour une peinture à l'huile de Edwin Landseer intitulée Neptune et un manteau de cheminée fait pour le bureau de James Beatson avec deux sculptures d'Atlas qui seraient originaires du navire,. Le sort de la cheminée n'est pas connu, tout comme celui d'une plaque commémorative autrefois fixée au pont du Temeraire en souvenir du fameux signal England expects that every man will do his duty (« L’Angleterre attend de chacun qu’il fasse son devoir ») d'Horatio Nelson à la bataille de Trafalgar, et une jambe de bois faite pour un vétéran de la bataille de Trafalgar. John Ruskin préfigure le sort du bois du Temeraire dans un essai littéraire : « Peut-être, là où s'ouvre la porte d'un jardin de cottage, le voyageur fatigué demanderait, pourquoi la mousse pousse si verte sur son bois robuste, et même l'enfant du marin ne pourrait pas répondre, ni savoir que la rosée de la nuit est profonde dans les restes du bois du vieux Temeraire »,.

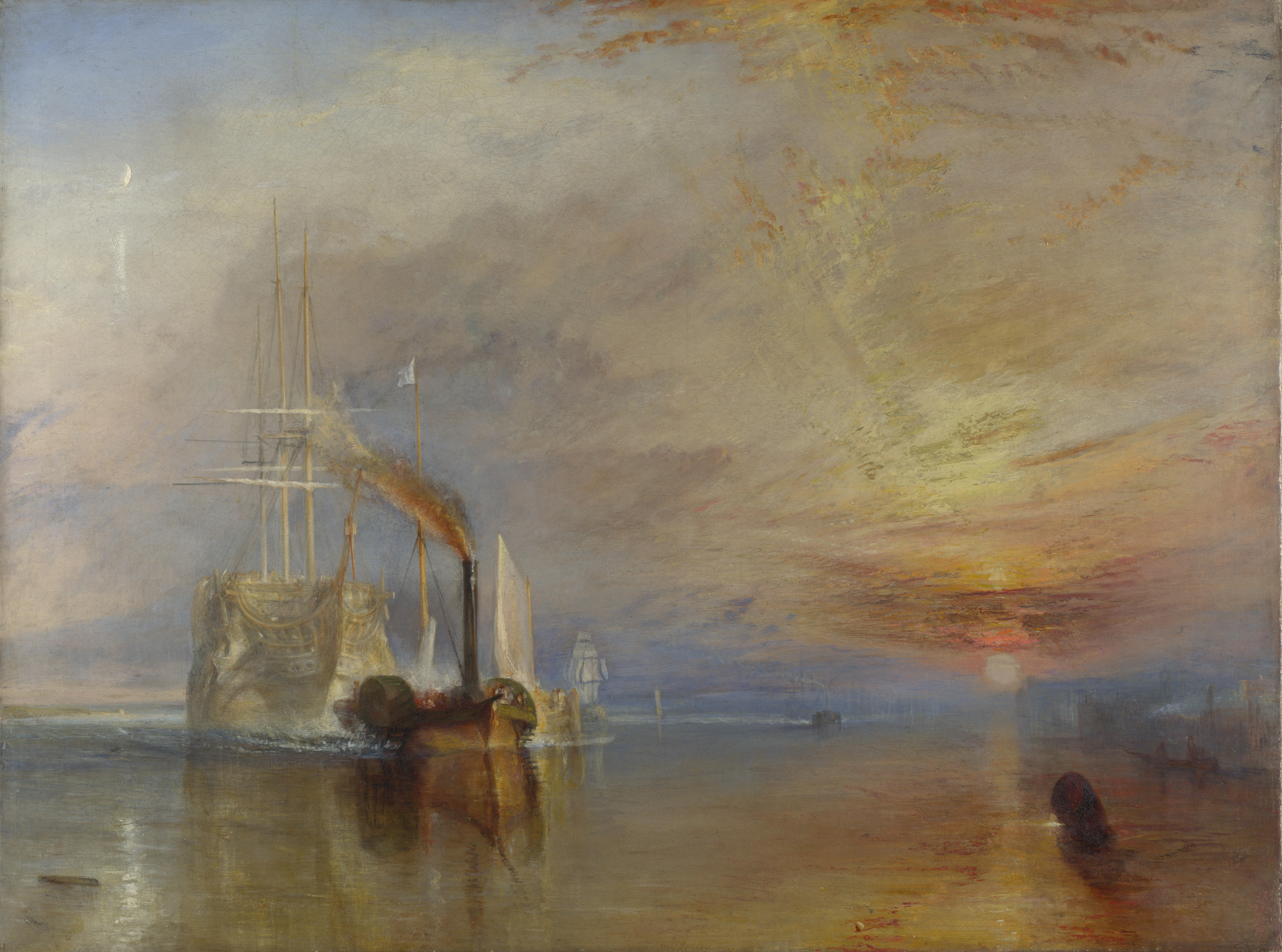
Le Dernier Voyage du Téméraire par William Turner (1838). Il s'agit d'une version romancée car le navire est présenté avec ses mâts, seulement tiré par un remorqueur et avec un soleil couchant.

Le Temeraire est le sujet d'un certain nombre de peintures et de gravures dont les premières commémorent son rôle dans la bataille de Trafalgar. Il peut être vu au moins partiellement dans les représentations de la bataille peintes par Clarkson Frederick Stanfield, John Christian Schetky, Nicholas Pocock, Thomas Buttersworth et Thomas Whitcombe. Une description romancée de son lancement est signée Philip Burgoyne. Des représentations ultérieures du Temeraire partant au rebut sont aussi très populaires. Bien qu'aucune image contemporaine connue du navire dans son rôle de ponton n'existe, il est dépeint en navire de garde sur la Medway en 1833 par Edward William Cooke et par William Beatson et J. J. Williams désarmé à Rotherhithe en 1838. Plus récemment, il a fait l'objet de plusieurs tableaux de Geoff Hunt.
Le tableau le plus célèbre du Temeraire est celui de Joseph Mallord William Turner intitulé Le Dernier Voyage du Téméraire, peint en 1838. Turner, alors à l'apogée de sa carrière, représente le Temeraire lors de son dernier voyage, tiré sur la Tamise par un remorqueur à vapeur noir alors que le soleil se couche. Le titre complet en anglais est The Fighting Temeraire tugged to her last Berth to be broken up, 1838 (« Le Temeraire remorqué à son dernier mouillage pour y être détruit »). Turner crée là un surnom durable au navire, The Fighting Temeraire (« Le Téméraire combattant ») loin de son précédent surnom donné par son équipage : The Saucy Temeraire (« Le Téméraire grivois »),. Turner présente son œuvre pour l'exposition à la Royal Academy en 1839 avec un texte d'accompagnement, qui est issu du poème de Thomas Campbell Ye Mariners of England et légèrement modifié : « Le drapeau qui a bravé la bataille et la brise, il ne le possède plus » (The flag which braved the battle and the breeze, no longer owns her). La peinture de Turner, qui pourrait également représenter le déclin de la marine britannique, est saluée par la critique et reçoit les honneurs de John Ruskin et William Makepeace Thackeray. C'est aussi l'une des œuvres préférées du peintre : il la prête une fois puis refuse de le faire à nouveau et refuse de la vendre pour, à sa mort, la léguer à la nation britannique. Le tableau est aujourd'hui conservé à la National Gallery de Trafalgar Square à Londres et, en 2005, il est reconnu « peinture préférée de Grande-Bretagne » d'après un sondage organisé par l'émission Today de la BBC Radio 4, même si la date du sondage correspond au bicentenaire de la bataille de Trafalgar, ce qui a pu renforcer la sympathie pour l'œuvre. En 2016, ce tableau et son peintre sont choisis par concours pour figurer sur le nouveau billet de 20 livres sterling en remplacement d'Adam Smith.

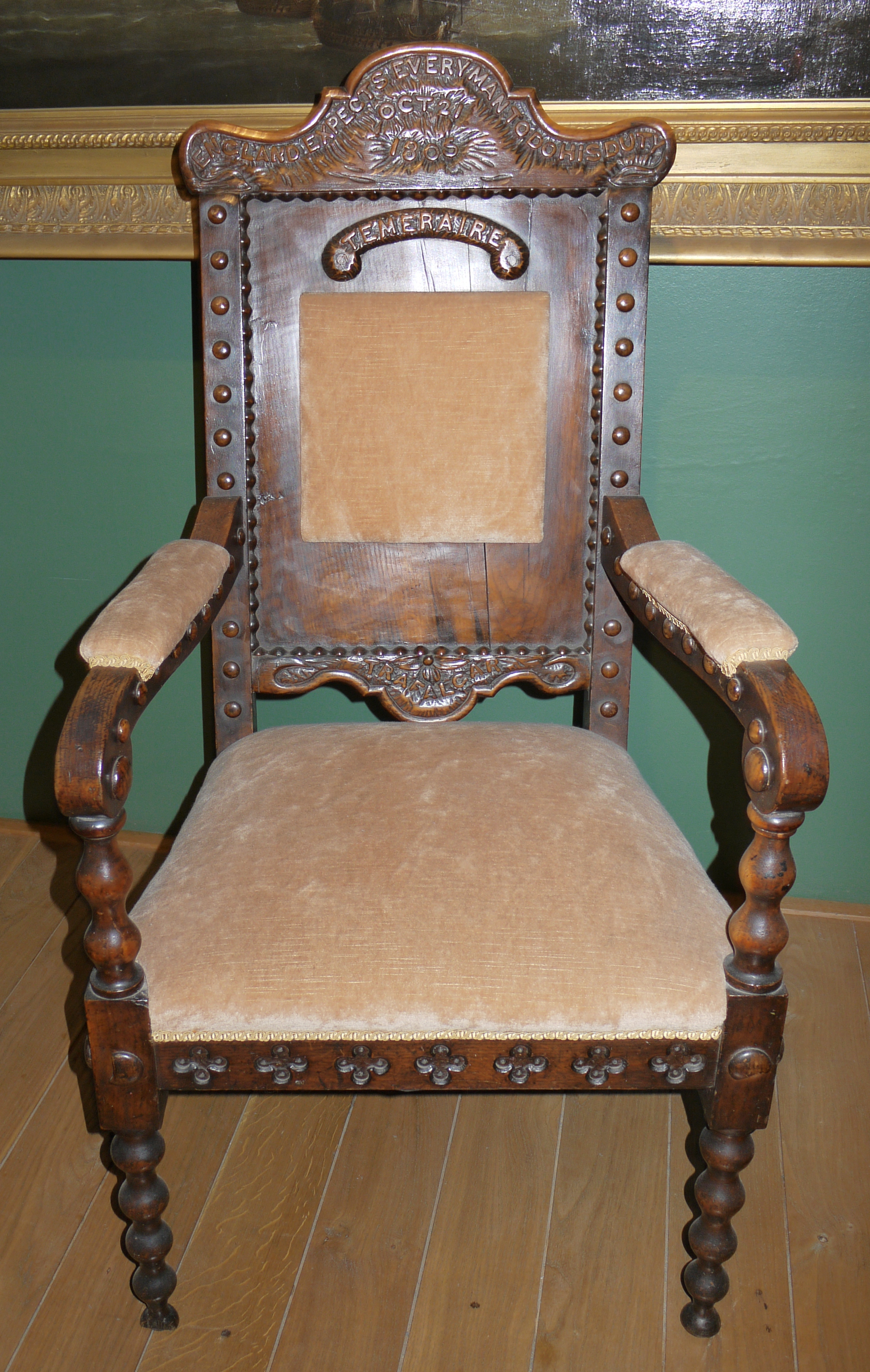
Chaise fabriquée avec du bois du Temeraire.

Le Temeraire fait l'objet d'un certain nombre de poèmes et de chansons commémorant son histoire et son destin. Une œuvre de jeunesse de James Duff écrite entre 1813 et 1819 met en exergue son rôle de ponton et est mise en musique en 1857 sous le titre The Brave Old Temeraire. Plus généralement, un poème anonyme intitulé The Wooden Walls of Old England paru dans le Fraser's Magazine peu de temps après l'arrivée du navire à Rotherhithe déplore le sort des grands navires de guerre à voile. La peinture de Turner a créé un intérêt durable pour l'histoire du Temeraire et plusieurs poèmes paraissent dans les décennies qui suivent sa destruction. Gerald Massey écrit The Fighting Temeraire Tugged to Her Last Berth, Herman Melville The Temeraire et Henry Newbolt The Fighting Temeraire.